# Dinar iracki

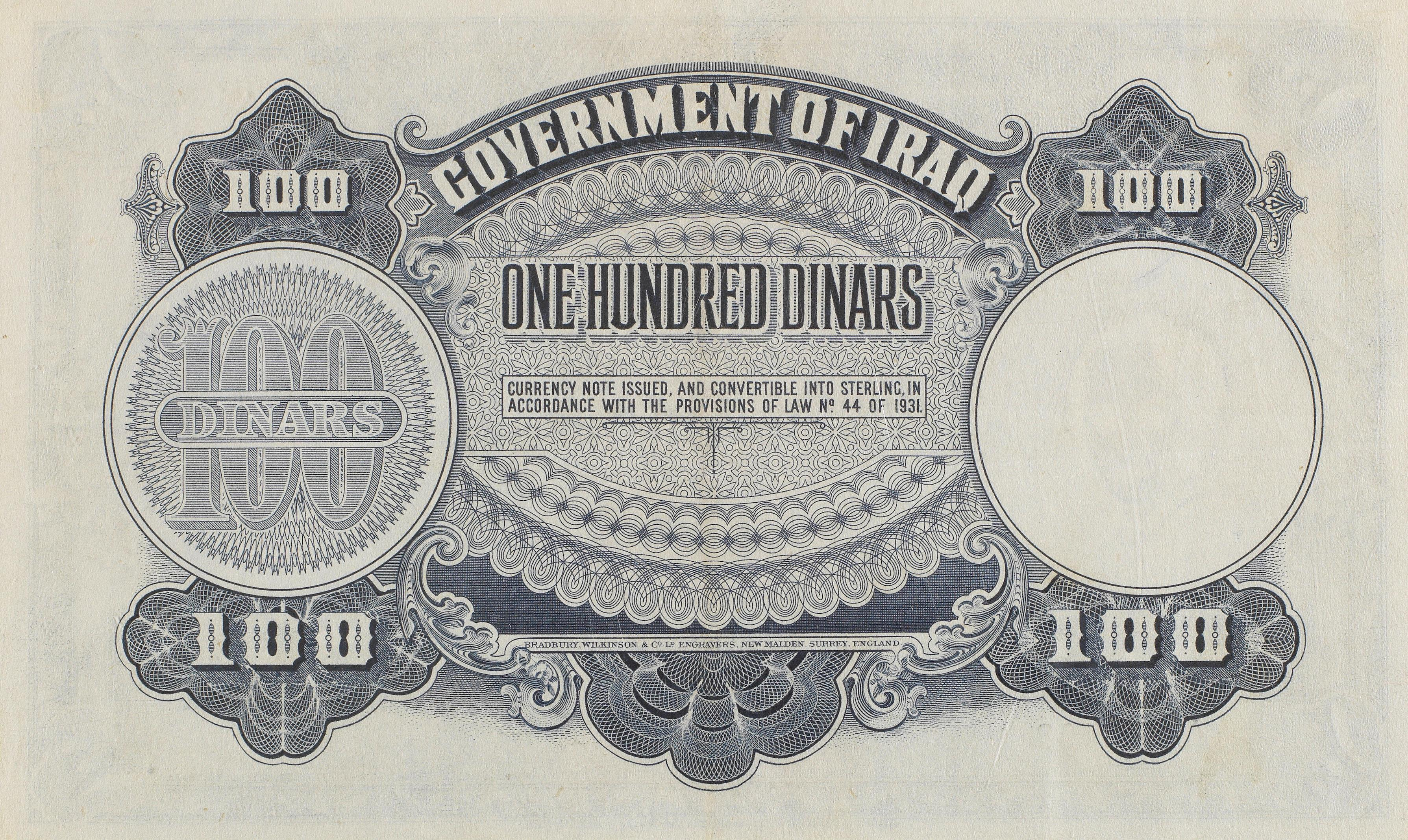
Rewers banknotu o nominale 100 dinarów, edycja z 1939 r.

Dinar iracki – waluta (jednostka monetarna) Iraku dzieląca się na 1000 filsów.